# Aspilapteryx
Aspilapteryx là một chi bướm đêm thuộc họ Gracillariidae.

## Các loài
- Aspilapteryx filifera (Meyrick, 1912)
- Aspilapteryx grypota (Meyrick, 1914)
- Aspilapteryx inquinata Triberti, 1985
- Aspilapteryx limosella (Duponchel, 1843)
- Aspilapteryx magna Triberti, 1985
- Aspilapteryx multipunctella (Chrétien, 1917)
- Aspilapteryx seriata (Meyrick, 1912)
- Aspilapteryx spectabilis Huemer, 1994
- Aspilapteryx tessellata (Turner, 1940)
- Aspilapteryx tringipennella (Zeller, 1839)